# Baia del Liaodong
La baia del Liaodong (遼東灣T, 辽东湾S, Liáodōng WānP) è la più grande e la più lunga delle tre baie principali (insieme alla baia di Laizhou a sud e alla baia di Bohai a sud-ovest) del mare di Bohai, il golfo più interno del Mar Giallo.

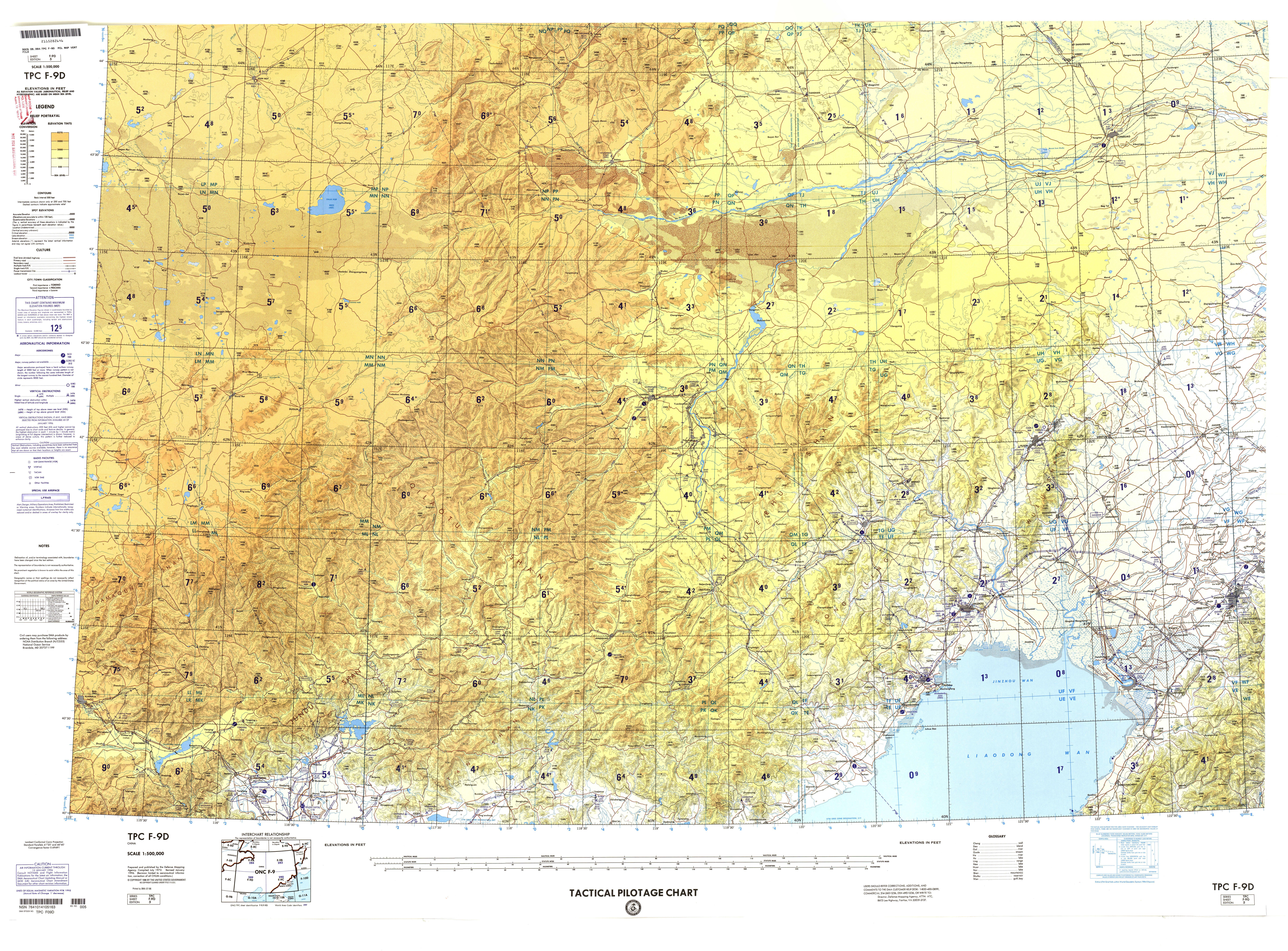
Mappa con la baia del Liaodong.

Anche se prende il nome dalla penisola del Liaodong (che ne costituisce la sponda orientale), la baia si trova direttamente a sud della regione del Liaoxi, quasi interamente ad ovest del Liao He. È delimitata dalla linea costiera delle città del Liaoning meridionale (Dalian, Yingkou, Panjin, Jinzhou e Huludao) e dello Hebei orientale (Qinhuangdao e Tangshan), tra il Capo Laotieshan nel distretto di Lüshunkou di Dalian, ad est, e l'estuario del Daqing He (un'antica foce meridionale del Luan He) nella contea di Laoting di Tangshan, ad ovest.
I fiumi principali che sfociano nella baia del Liaodong sono il Luan He, il Daling He, lo Xiaoling He, il Liao He e il Daliao He.